# 홍순영 (외교관)
홍순영(한국 한자: 洪淳瑛, 1937년 1월 30일 ~ 2014년 4월 30일)은 대한민국의 외교관 출신 대학 교수이다. 충청북도 제천 출생이다.

## 학력
- 1952년 ~ 1955년: 충주고등학교 졸업
- 1955년 ~ 1961년: 서울대학교 행정학 학사
- 1971년 ~ 1973년: 컬럼비아 대학교 대학원 행정학 석사

## 경력
- 1974년 ~ 1976년: 외무부 북미1과 과장
- 1981년 ~ 1983년: 외무부 아프리카국 국장
- 1983년 ~ 1984년: 대통령 비서실 제1정무비서관
- 1984년 ~ 1987년: 파키스탄 주재 대사
- 1987년 ~ 1989년: 외무부 제2차관보
- 1990년 ~ 1992년: 말레이시아 주재 대사
- 1992년 ~ 1993년: 러시아 주재 대사
- 1993년 ~ 1995년: 외무부 차관
- 1995년 ~ 1998년: 독일 주재 대사
- 1998년 ~ 2000년: 외교통상부 장관
- 1998년: 제2의건국범국민추진위원회 위원
- 2000년 ~ 2001년: 중화인민공화국 주재 대사
- 2001년 ~ 2002년: 통일부 장관
- 2004년: 명지대학교 석좌교수

| 전임 유종하 | 제16대 외무부 제2차관보 1987년 2월 10일 ~ 1989년 12월 29일 | 후임 이기주 |

| 전임 손장래 | 제9대 주 말레이시아 대사 1990년 2월 ~ 1992년 2월 | 후임 이상구 |

| 전임 공노명 | 제2대 주 러시아 대사 1992년 2월 ~ 1993년 3월 | 후임 김석규 |

| 전임 노창희 | 제30대 외무부 차관 1993년 3월 4일 ~ 1994년 5월 23일 | 후임 박건우 |

| 전임 김태지 | 제14대 주 독일 대사 1995년 2월 4일 ~ 1998년 5월 | 후임 이기주 |

| 전임 박정수 | 제28대 외교통상부 장관 1998년 8월 4일 ~ 2000년 1월 14일 | 후임 이정빈 |

| 전임 권병현 | 제5대 주 중국 대사 2000년 8월 31일 ~ 2001년 9월 12일 | 후임 김하중 |

| 전임 임동원 | 제28대 통일부 장관 2001년 9월 7일 ~ 2002년 1월 28일 | 후임 정세현 |